# 明野町
明野町（あけのまち）は茨城県真壁郡にあった町である。

## 地理

### 隣接している自治体
- つくば市
- 下館市
- 真壁郡
  - 真壁町
  - 協和町
  - 関城町

## 歴史

### 年表
- 1954年（昭和29年）11月3日 - 大村町・上野村・鳥羽村・村田村が合併し、明野町が成立する
- 1977年（昭和52年） - 町内初の高等学校、茨城県立明野高等学校創立。
- 2005年（平成17年）3月28日 - 下館市・関城町・協和町と合併して筑西市となる。

### 行政区域変遷
- 変遷の年表

| 明野町町域の変遷（年表） | 明野町町域の変遷（年表） | 明野町町域の変遷（年表） |
| 年                       | 月日                     | 旧明野町町域に関連する行政区域変遷 |
| ------------------------ | ------------------------ | --- |
| 1889年（明治22年）       | 4月1日                   | 町村制施行により、以下の村がそれぞれ発足。 - 大村 ← 海老ヶ島村・有田村・中根村・山王堂村・倉持村・田宿村・松原村 - 上野村 ← 中上野村・赤浜村・向上野村・福岡新田・東石田村・寺上野村 - 鳥羽村 ← 鷺島村・海老江村・東保末村・築地村・高津村・成井村 - 村田村 ← 吉間村・吉田村・竹垣村・古内村・大林村・下川中子村・内淀村・鍋山村・新井新田 - 長讃村 ← 宮後村・上西郷谷村・押尾村・宮山村・猫島村・源法寺村 |
| 1954年（昭和29年）       | 1月1日                   | 大村は町制施行し大村町となる。 |
| 1954年（昭和29年）       | 11月2日                  | 長讃村の大半（猫島・上西郷谷・宮後・宮山・押尾）は大村町に編入。 |
| 1954年（昭和29年）       | 11月3日                  | 大村町・上野村・鳥羽村・村田村が合併し、明野町が成立する |
| 2005年（平成17年）       | 3月28日                  | 明野町は下館市・関城町・協和町と合併して筑西市が発足。明野町は消滅。 |

- 変遷表

| 明野町町域の変遷表 | 明野町町域の変遷表 | 明野町町域の変遷表  | 明野町町域の変遷表 | 明野町町域の変遷表           | 明野町町域の変遷表      | 明野町町域の変遷表     | 明野町町域の変遷表 |
| 1868年 以前        | 1868年 以前        | 明治元年 - 明治22年 | 明治22年 4月1日    | 明治22年 - 昭和64年          | 明治22年 - 昭和64年     | 平成元年 - 現在        | 現在               |
| ------------------ | ------------------ | ------------------- | ------------------ | ---------------------------- | ----------------------- | ---------------------- | ------------------ |
|                    | 松原村             | 松原村              | 大村               | 昭和29年1月1日 町制          | 昭和29年11月13日 明野町 | 平成17年3月28日 筑西市 | 筑西市             |
|                    | 田宿村             |                     | 大村               | 昭和29年1月1日 町制          | 昭和29年11月13日 明野町 | 平成17年3月28日 筑西市 | 筑西市             |
|                    | 倉持村             |                     | 大村               | 昭和29年1月1日 町制          | 昭和29年11月13日 明野町 | 平成17年3月28日 筑西市 | 筑西市             |
|                    | 山王堂村           |                     | 大村               | 昭和29年1月1日 町制          | 昭和29年11月13日 明野町 | 平成17年3月28日 筑西市 | 筑西市             |
|                    | 中根村             |                     | 大村               | 昭和29年1月1日 町制          | 昭和29年11月13日 明野町 | 平成17年3月28日 筑西市 | 筑西市             |
|                    | 海老ケ島村         |                     | 大村               | 昭和29年1月1日 町制          | 昭和29年11月13日 明野町 | 平成17年3月28日 筑西市 | 筑西市             |
|                    | 有田村             |                     | 大村               | 昭和29年1月1日 町制          | 昭和29年11月13日 明野町 | 平成17年3月28日 筑西市 | 筑西市             |
|                    | 猫島村             | 猫島村              | 長讃村 の一部      | 昭和29年11月2日 大村町に編入 | 昭和29年11月13日 明野町 | 平成17年3月28日 筑西市 | 筑西市             |
|                    | 上西郷谷村         |                     | 長讃村 の一部      | 昭和29年11月2日 大村町に編入 | 昭和29年11月13日 明野町 | 平成17年3月28日 筑西市 | 筑西市             |
|                    | 宮後村             |                     | 長讃村 の一部      | 昭和29年11月2日 大村町に編入 | 昭和29年11月13日 明野町 | 平成17年3月28日 筑西市 | 筑西市             |
|                    | 宮山村             |                     | 長讃村 の一部      | 昭和29年11月2日 大村町に編入 | 昭和29年11月13日 明野町 | 平成17年3月28日 筑西市 | 筑西市             |
|                    | 押尾村             |                     | 長讃村 の一部      | 昭和29年11月2日 大村町に編入 | 昭和29年11月13日 明野町 | 平成17年3月28日 筑西市 | 筑西市             |
|                    | 中上野村           | 中上野村            | 上野村             | 上野村                       | 昭和29年11月13日 明野町 | 平成17年3月28日 筑西市 | 筑西市             |
|                    | 赤浜村             |                     | 上野村             | 上野村                       | 昭和29年11月13日 明野町 | 平成17年3月28日 筑西市 | 筑西市             |
|                    | 向上野村           |                     | 上野村             | 上野村                       | 昭和29年11月13日 明野町 | 平成17年3月28日 筑西市 | 筑西市             |
|                    | 寺上野村           |                     | 上野村             | 上野村                       | 昭和29年11月13日 明野町 | 平成17年3月28日 筑西市 | 筑西市             |
|                    | 福岡新田           |                     | 上野村             | 上野村                       | 昭和29年11月13日 明野町 | 平成17年3月28日 筑西市 | 筑西市             |
|                    | 石田村             | 明治元年 東石田村   | 上野村             | 上野村                       | 昭和29年11月13日 明野町 | 平成17年3月28日 筑西市 | 筑西市             |
|                    | 海老江村           | 海老江村            | 鳥羽村             | 鳥羽村                       | 昭和29年11月13日 明野町 | 平成17年3月28日 筑西市 | 筑西市             |
|                    | 東保末村           |                     | 鳥羽村             | 鳥羽村                       | 昭和29年11月13日 明野町 | 平成17年3月28日 筑西市 | 筑西市             |
|                    | 築地村             |                     | 鳥羽村             | 鳥羽村                       | 昭和29年11月13日 明野町 | 平成17年3月28日 筑西市 | 筑西市             |
|                    | 鷺島村             |                     | 鳥羽村             | 鳥羽村                       | 昭和29年11月13日 明野町 | 平成17年3月28日 筑西市 | 筑西市             |
|                    | 成井村             |                     | 鳥羽村             | 鳥羽村                       | 昭和29年11月13日 明野町 | 平成17年3月28日 筑西市 | 筑西市             |
|                    | 高津村             |                     | 鳥羽村             | 鳥羽村                       | 昭和29年11月13日 明野町 | 平成17年3月28日 筑西市 | 筑西市             |
|                    | 吉間村             | 吉間村              | 村田村             | 村田村                       | 昭和29年11月13日 明野町 | 平成17年3月28日 筑西市 | 筑西市             |
|                    | 吉田村             |                     | 村田村             | 村田村                       | 昭和29年11月13日 明野町 | 平成17年3月28日 筑西市 | 筑西市             |
|                    | 竹垣村             |                     | 村田村             | 村田村                       | 昭和29年11月13日 明野町 | 平成17年3月28日 筑西市 | 筑西市             |
|                    | 内淀村             |                     | 村田村             | 村田村                       | 昭和29年11月13日 明野町 | 平成17年3月28日 筑西市 | 筑西市             |
|                    | 鍋山村             |                     | 村田村             | 村田村                       | 昭和29年11月13日 明野町 | 平成17年3月28日 筑西市 | 筑西市             |
|                    | 下川中子村         |                     | 村田村             | 村田村                       | 昭和29年11月13日 明野町 | 平成17年3月28日 筑西市 | 筑西市             |
|                    | 古内村             |                     | 村田村             | 村田村                       | 昭和29年11月13日 明野町 | 平成17年3月28日 筑西市 | 筑西市             |
|                    | 大林村             |                     | 村田村             | 村田村                       | 昭和29年11月13日 明野町 | 平成17年3月28日 筑西市 | 筑西市             |
|                    | 新井新田           |                     | 村田村             | 村田村                       | 昭和29年11月13日 明野町 | 平成17年3月28日 筑西市 | 筑西市             |

## 教育

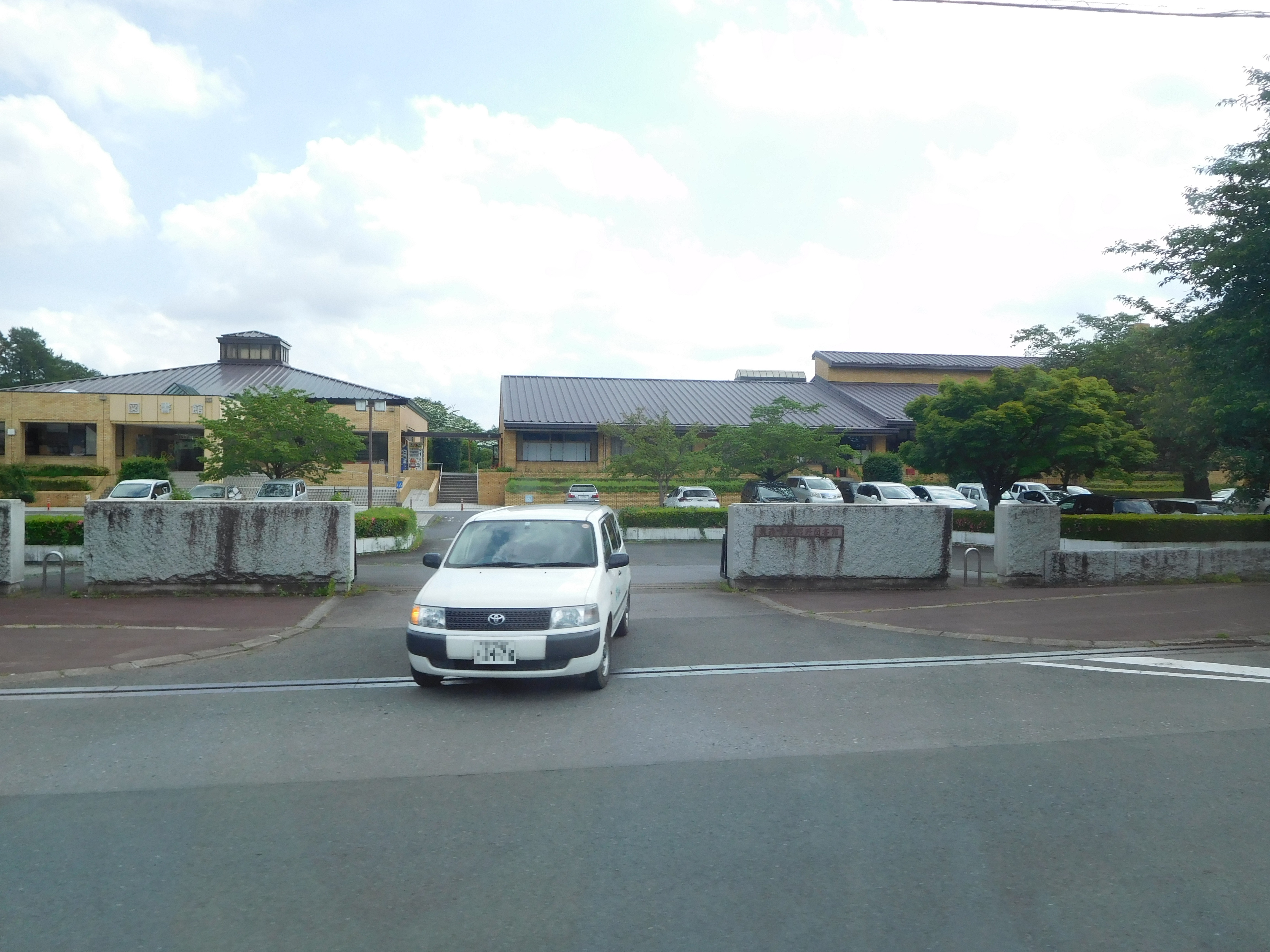
筑西市立明野図書館（旧・明野町立図書館）

- 上野小学校
- 村田小学校
- 大村小学校
- 長讃小学校
- 鳥羽小学校
- 明野中学校
- 茨城県立明野高等学校
- 明野町立図書館

## 交通

### 鉄道
町内を鉄道路線は通っていない。鉄道を利用する場合の最寄り駅は、関東鉄道常総線黒子駅。

### 道路
- 主要地方道
  - 茨城県道7号石岡下館線
  - 茨城県道14号下館つくば線
  - 茨城県道45号つくば真岡線
  - 茨城県道54号明野間々田線
- 一般県道
  - 茨城県道131号下妻真壁線
  - 茨城県道132号赤浜上大島線
  - 茨城県道133号赤浜谷田部線
  - 茨城県道148号東山田岩瀬線

## 名所・旧跡・観光スポット・祭事・催事
- 石造五輪塔
- 晴明神社
- 花とやすらぎの里フェスティバル

## 出身有名人
- 斎藤伝鬼房（剣豪）
- 赤城宗徳（政治家）
- 稲葉清右衛門（実業家）
- 稲葉善治（実業家）
- 尾見半左右（技術者）